# Обласні автомобільні шляхи Одеської області
| Індекс та номер дороги | Найменування автомобільної дороги | Протяжність, км | Опис | OpenStreetMap |
| ---------------------- | --------------------------------- | --------------- | --- | ------------- |
| О160101                | Ананьїв — Байтали — Білине        | 32,5            | Автошля́х О160101 — автомобільний шлях довжиною 32,5 км, обласна дорога місцевого значення у Одеській області. |               |